# Niklas Ekstedt
Niklas Peter Ekstedt, född 27 november 1978 i Järpen, är en svensk kock, restaurangchef och programledare i TV som blev känd genom matlagningsprogrammet Mat (senare kallat Niklas Mat) i Sveriges Television.

## Uppväxt
Niklas Ekstedt föddes i Järpen i Åre kommun som äldst av tre bröder. Hans föräldrar är entreprenören Lennart Ekstedt och Montessoriläraren Annika Ekstedt. När han var tio år flyttade familjen till Viken i Höganäs kommun där hans föräldrar sedan skulle ta över Tillberg Design som hade grundats av hans morfar.
Som ung vantrivdes Ekstedt i Viken och han presterade inte heller bra i skolan. Därför lät hans föräldrar honom byta till den idag nedlagda internatskolan Temple Grove(en) utanför Brighton i södra England. Enligt honom själv hjälpte de strikta rutinerna på internatet honom att fokusera bättre, men när det var dags att välja gymnasium valde han att läsa en praktisk linje. Efter att ha sommarjobbat på en restaurang, kom han in på Restaurangskolan Åre, Racklöfska, som då hade riksintag.

## Karriär
Efter praktik hos flera framstående kockar (Charlie Trotter, Heston Blumenthal och Ferran Adrià) öppnade Niklas Ekstedt år 2000 som 21-åring Restaurang Niklas på Norra Storgatan i Helsingborg. Restaurangen utsågs 2001 till årets affärskrog av Dagens Industri och hade länge en topplacering i tidningen Gourmets lista över Sveriges bästa restauranger och i den amerikanska motsvarigheten listades den bland "Restaurants We Love" år 2003. I den då nya svenska restaurangguiden White Guide placerades restaurangen som den femte bästa restaurangen 2005 och den 12:e bästa år 2006. Dessutom drev han 2003 havskrogen Niklas Viken i kustsamhället Viken norr om Helsingborg. 2007 öppnade Ekstedt tillsammans med stureplansgruppen krogen 1900 på Regeringsgatan 66 i Stockholm och i och med flytten stängdes restaurangerna i Skåne. 1900 bytte 2012 namn till Niklas. Niklas stängdes 2017. Hösten 2011 öppnade Niklas Ekstedt sin nya krog Ekstedt, vilken sedermera blev stjärnkrog i mars 2013. Ekstedt driver även vincaféet Tyge & Sessil.
Niklas Ekstedt har sedan 2005 varit programledare för SVT-serien Niklas Mat. Han har även gett ut fem kokböcker.
Sommaren 2024 var Niklas Ekstedt sommarpratare i P1. Hösten 2025 kommer Ekstedt tillsammans med Mischa Billing och Thomas Sjögren att vara domare i Sveriges Mästerkock.